# Mrentul
Mrentul is een bestuurslaag in het regentschap Kebumen van de provincie Midden-Java, Indonesië. Mrentul telt 2181 inwoners (volkstelling 2010).